# Coelotes suruga
Coelotes suruga là một loài nhện trong họ Amaurobiidae.
Loài này thuộc chi Coelotes. Coelotes suruga được miêu tả năm 2009 bởi Nishikawa.